# Llista de microprocessadors Intel Pentium 4
El microprocessador Pentium 4 d'Intel pertany a la setena generació de CPUs.

## Pocessados d'escriptori

### Pentium 4

#### "Willamette"(180 nm)
- Tots els models incorporen: MMX, SSE, SSE2
- Familia 15 d'Intel model 1

| Número de Model | Freqüència | L2-Cache | Front Side Bus | Multiplicador | Voltatge    | TDP         | Socket     | Data publicació     | Part Number(s)                                |
| --------------- | ---------- | -------- | -------------- | ------------- | ----------- | ----------- | ---------- | ------------------- | --------------------------------------------- |
| Pentium 4 1.3   | 1300 MHz   | 256 KiB  | 400 MT/s       | 13×           | 1.70/1.75 V | 48.9/51.6 W | Socket 423 | 3 de gener 2001     | 80528PC013G0K YD80528PC013G0K                 |
| Pentium 4 1.4   | 1400 MHz   | 256 KiB  | 400 MT/s       | 14×           | 1.70/1.75 V | 51.8/54.7 W | Socket 423 | 20 de novembre 2000 | 80528PC017G0K YD80528PC017G0K                 |
| Pentium 4 1.4   | 1400 MHz   | 256 KiB  | 400 MT/s       | 14×           | 1.75 V      | 55.3 W      | Socket 478 | Setembre 2001       | RK80531PC017G0K                               |
| Pentium 4 1.5   | 1500 MHz   | 256 KiB  | 400 MT/s       | 15×           | 1.70/1.75 V | 54.7/57.8 W | Socket 423 | 20 de novembre 2000 | 80528PC021G0K YD80528PC021G0K RN80528PC021G0K |
| Pentium 4 1.5   | 1500 MHz   | 256 KiB  | 400 MT/s       | 15×           | 1.75 V      | 57.9 W      | Socket 478 | Agost 2001          | RK80531PC021G0K RK80531PC021256               |
| Pentium 4 1.6   | 1600 MHz   | 256 KiB  | 400 MT/s       | 16×           | 1.75 V      | 61 W        | Socket 423 | 2 de Juliol 2001    | YD80528PC025G0K RN80528PC025G0K               |
| Pentium 4 1.6   | 1600 MHz   | 256 KiB  | 400 MT/s       | 16×           | 1.75 V      | 60.8 W      | Socket 478 | Agost 2001          | RK80531PC025G0K RK80531PC025256               |
| Pentium 4 1.7   | 1700 MHz   | 256 KiB  | 400 MT/s       | 17×           | 1.75 V      | 64 W        | Socket 423 | 23 d'abril 2001     | YD80528PC029G0K RN80528PC029G0K               |
| Pentium 4 1.7   | 1700 MHz   | 256 KiB  | 400 MT/s       | 17×           | 1.75 V      | 63.5 W      | Socket 478 | Agost 2001          | RK80531PC029G0K RK80531PC029256               |
| Pentium 4 1.8   | 1800 MHz   | 256 KiB  | 400 MT/s       | 18×           | 1.75 V      | 66.7 W      | Socket 423 | 2 de Juliol 2001    | YD80528PC033G0K RN80528PC033G0K               |
| Pentium 4 1.8   | 1800 MHz   | 256 KiB  | 400 MT/s       | 18×           | 1.75 V      | 66.1 W      | Socket 478 | Agost 2001          | RK80531PC033G0K RK80531PC033256               |
| Pentium 4 1.9   | 1900 MHz   | 256 KiB  | 400 MT/s       | 19×           | 1.75 V      | 69.2 W      | Socket 423 | Agost 2001          | RN80528PC037G0K                               |
| Pentium 4 1.9   | 1900 MHz   | 256 KiB  | 400 MT/s       | 19×           | 1.75 V      | 72.8 W      | Socket 478 | 26 d'agost 2001     | RK80531PC037G0K RK80531PC037256               |
| Pentium 4 2.0   | 2000 MHz   | 256 KiB  | 400 MT/s       | 20×           | 1.75 V      | 71.8 W      | Socket 423 | Agost 2001          | RN80528PC041G0K                               |
| Pentium 4 2.0   | 2000 MHz   | 256 KiB  | 400 MT/s       | 20×           | 1.75 V      | 75.3 W      | Socket 478 | 26 d'agost 26 2001  | RK80531PC041G0K                               |

#### "Northwood"(130 nm)
- Familia 15 d'Intel model 2
- Tots els models incorporen: MMX, SSE, SSE2
- Hyper-Threading: suportat per Pentium 4 3.06
- Model SL68R has box version only with an unattached fan heatsink.

| Número de model | sSpec number | Core Stepping | Freqüència | L2-Cache | Front Side Bus | Multiplicador | Voltage       | TDP    | Socket     | Data publicació | Part Number(s)                 |
| --------------- | ------------ | ------------- | ---------- | -------- | -------------- | ------------- | ------------- | ------ | ---------- | --------------- | ------------------------------ |
| Pentium 4 1.6A  | SL62S        | B0            | 1600 MHz   | 512 KiB  | 400 MT/s       | 16×           | 1.475 V       | 38 W   | Socket 478 | Gener 2002      | RK80534PC025512                |
| Pentium 4 1.6A  | SL668        | B0            | 1600 MHz   | 512 KiB  | 400 MT/s       | 16×           | 1.5 V         | 46.8 W | Socket 478 | Gener 2002      | BX80532PC1600D                 |
| Pentium 4 1.8A  | SL68Q SL62P  | B0 B0         | 1800 MHz   | 512 KiB  | 400 MT/s       | 18×           | 1.475/1.525 V | 49.6 W | Socket 478 | Gener 2002      | RK80532PC033512                |
| Pentium 4 2.0A  | SL66R SL68R  | B0            | 2000 MHz   | 512 KiB  | 400 MT/s       | 20×           | 1.5 V         | 52.4 W | Socket 478 | 7 de gener 2002 | RK80532PC041512 BX80532PC2000D |
| Pentium 4 2.2   | SL66S        | B0            | 2200 MHz   | 512 KiB  | 400 MT/s       | 22×           | 1.5 V         | 55.1 W | Socket 478 | 7 de gener 2002 | RK80532PC049512                |
| Pentium 4 2.26  |              |               | 2266 MHz   | 512 KiB  | 533 MT/s       | 17×           | 1.475/1.525 V | 58 W   | Socket 478 | 6 de maig 2002  | RK80532PE051512                |
| Pentium 4 2.4   | SL6GS        |               | 2400 MHz   | 512 KiB  | 400 MT/s       | 24×           | 1.475/1.525 V | 59.8 W | Socket 478 | 2 d'abril 2002  | RK80532PC056512                |
| Pentium 4 2.4B  | SL6PC SL6RZ  | D1 C1         | 2400 MHz   | 512 KiB  | 533 MT/s       | 18×           | 1.475/1.525 V | 59.8 W | Socket 478 | 6 de maig 2002  | RK80532PE056512                |
| Pentium 4 2.4   | SL6EF SL6SH  | C1            | 2400 MHz   | 512 KiB  | 533 MT/s       | 18×           | 1.525 V       | 59.8 W | Socket 478 |                 |                                |
| Pentium 4 2.5   | SL6PN        |               | 2500 MHz   | 512 KiB  | 400 MT/s       | 25×           | 1.475/1.525 V | 61 W   | Socket 478 | 25 d'agost 2002 | RK80532PC060512                |
| Pentium 4 2.53  | SL6D8        |               | 2533 MHz   | 512 KiB  | 533 MT/s       | 19×           | 1.475/1.525 V | 61.5 W | Socket 478 | 6 de maig 2002  | RK80532PE061512                |
| Pentium 4 2.6   | SL6SB        |               | 2600 MHz   | 512 KiB  | 400 MT/s       | 26×           | 1.475/1.525 V | 62.6 W | Socket 478 | 25 d'agost 2002 | RK80532PC064512                |
| Pentium 4 2.66  | SL6PE        | D1            | 2667 MHz   | 512 KiB  | 533 MT/s       | 20×           | 1.475/1.525 V | 66.1 W | Socket 478 | 25 d'agost 2002 | RK80532PE067512                |
| Pentium 4 2.8   | SL6PF        |               | 2800 MHz   | 512 KiB  | 533 MT/s       | 21×           | 1.525 V       | 68.4 W | Socket 478 | 25 d'agost 2002 | RK80532PE072512                |
| Pentium 4 2.8   | SL7EY        |               | 2800 MHz   | 512 KiB  | 400 MT/s       | 28×           | 1.475/1.525 V | 68.4 W | Socket 478 | Novembre 2002   | RK80532PC072512                |
| Pentium 4 3.06  | SL6SM        | C1            | 3066 MHz   | 512 KiB  | 533 MT/s       | 23×           | 1.55 V        | 81.8 W | Socket 478 | Novembre 2002   | RK80532PE083512                |

#### "Prescott"(90 nm)
- Tots els models inclouen: MMX, SSE, SSE2, SSE3
- Intel 64 (Intel's x86-64 implementation): supported by 5x6, 511, and 519K
- XD bit (an NX bit implementation): supported by 5x5J, 519J, and all Intel 64-compatible models

| Número de model | sSpec number          | Freqüència | L2-Cache | Front Side Bus | Multiplicador | Voltatge   | TDP  | Socket     | Data publicació  | Part Number(s)                              |
| --------------- | --------------------- | ---------- | -------- | -------------- | ------------- | ---------- | ---- | ---------- | ---------------- | ------------------------------------------- |
| Pentium 4 2.26A |                       | 2266 MHz   | 1024 KiB | 533 MT/s       | 17×           |            |      | Socket 478 |                  |                                             |
| Pentium 4 2.4A  | SL7E8 (C0)            | 2400 MHz   | 1024 KiB | 533 MT/s       | 18×           | 1.25/1.4 V | 89 W | Socket 478 | Març 2004        | B80546PE0561M RK80546PG0561M                |
| Pentium 4 2.66A |                       | 2667 MHz   | 1024 KiB | 533 MT/s       | 20×           | 1.25/1.4 V | 89 W | Socket 478 |                  | RK80546PE0671M                              |
| Pentium 4 2.8A  | SL7D8 (C0)            | 2800 MHz   | 1024 KiB | 533 MT/s       | 21×           | 1.25/1.4 V | 89 W | Socket 478 | 1 de febrer 2004 | RK80546PG0721M B80546PE0561M NE80546PE0721M |
| Pentium 4 505   |                       | 2667 MHz   | 1024 KiB | 533 MT/s       | 20×           | 1.25/1.4 V | 84 W | LGA775     | Desembre 2004    | JM80547PE0671M                              |
| Pentium 4 505J  |                       | 2667 MHz   | 1024 KiB | 533 MT/s       | 20×           | 1.25/1.4 V | 84 W | LGA775     | Desembre 2004    | JM80547PE0671M                              |
| Pentium 4 506   |                       | 2667 MHz   | 1024 KiB | 533 MT/s       | 20×           | 1.25/1.4 V | 84 W | LGA775     | Juny 2005        | JM80547PE0671MN                             |
| Pentium 4 511   |                       | 2800 MHz   | 1024 KiB | 533 MT/s       | 21×           | 1.25/1.4 V | 84 W | LGA775     | 2005             | HH80547PE0721MN JM80547PE0721MN             |
| Pentium 4 515   |                       | 2933 MHz   | 1024 KiB | 533 MT/s       | 22×           | 1.25/1.4 V | 84 W | LGA775     | Desembre 2004    | JM80547PE0771M                              |
| Pentium 4 515J  |                       | 2933 MHz   | 1024 KiB | 533 MT/s       | 22×           | 1.25/1.4 V | 84 W | LGA775     | Desembre 2004    | JM80547PE0771M                              |
| Pentium 4 516   | SL8J9                 | 2933 MHz   | 1024 KiB | 533 MT/s       | 22×           | 1.25/1.4 V | 84 W | LGA775     | Setembre 2005    | JM80547PE0771MN                             |
| Pentium 4 519   | SL87L                 | 3066 MHz   | 1024 KiB | 533 MT/s       | 23×           | 1.25/1.4 V | 84 W | LGA775     | Desembre 2004    | JM80547PE0831M                              |
| Pentium 4 519K  | SL8JA (E0) SL8PN (G1) | 3066 MHz   | 1024 KiB | 533 MT/s       | 23×           | 1.25/1.4 V | 84 W | LGA775     | 2005             | JM80547PE0831MN                             |

### Pentium 4 HT
- Tots els models incorporen: MMX, SSE, SSE2, Hyper-Threading

#### "Northwood" (130 nm)
| Número de model   | sSpec Number | Freqüència | L2-Cache | Front Side Bus | Multiplicador | Voltatge      | TDP    | Socket     | Data publicació     | Part Number(s)  |
| ----------------- | ------------ | ---------- | -------- | -------------- | ------------- | ------------- | ------ | ---------- | ------------------- | --------------- |
| Pentium 4 HT 2.4C | SL6WF        | 2400 MHz   | 512 KiB  | 800 MT/s       | 12×           | 1.475/1.525 V | 66.2 W | Socket 478 | 21 de maig 2003     | RK80532PG056512 |
| Pentium 4 HT 2.6C | SL6WH        | 2600 MHz   | 512 KiB  | 800 MT/s       | 13×           | 1.475/1.525 V | 69 W   | Socket 478 | 21 de maig 2003     | RK80532PG064512 |
| Pentium 4 HT 2.8C | SL6WJ        | 2800 MHz   | 512 KiB  | 800 MT/s       | 14×           | 1.475/1.525 V | 69.7 W | Socket 478 | 21 de maig 2003     | RK80532PG072512 |
| Pentium 4 HT 3.0  | SL6WK        | 3000 MHz   | 512 KiB  | 800 MT/s       | 15×           | 1.475/1.55 V  | 81.9 W | Socket 478 | 14 d'abril 2003     | RK80532PG080512 |
| Pentium 4 HT 3.06 | SL6PG        | 3066 MHz   | 512 KiB  | 533 MT/s       | 23×           | 1.475/1.55 V  | 81.8 W | Socket 478 | 14 de novembre 2002 | RK80532PE083512 |
| Pentium 4 HT 3.2  | SL6WG        | 3200 MHz   | 512 KiB  | 800 MT/s       | 16×           | 1.475/1.55 V  | 82 W   | Socket 478 | 23 de juny 2003     | RK80532PG088512 |
| Pentium 4 HT 3.4  | SL793        | 3400 MHz   | 512 KiB  | 800 MT/s       | 17×           | 1.475/1.55 V  | 89 W   | Socket 478 | 1 de febrer 2004    | RK80532PG096512 |

#### "Prescott"(90 nm)
- Tots els models incorporen: MMX, SSE, SSE2, SSE3, Hyper-Threading
- Intel 64 (Intel's x86-64 implementation): supported by F-series, 5x1, 517, 524
- XD bit (an NX bit implementation): supported by 5x0J, 5x1, 517, 524
- Model SL7E4 has an unattached fan heatsink.

| Número de model   | sSpec number | Freqüència | L2-Cache | Front Side Bus | Multiplicador | Voltatge   | TDP      | Socket     | Data publicació     | Part Number(s)                  |
| ----------------- | ------------ | ---------- | -------- | -------------- | ------------- | ---------- | -------- | ---------- | ------------------- | ------------------------------- |
| Pentium 4 HT 2.8E | SL7E3        | 2800 MHz   | 1024 KiB | 800 MT/s       | 14×           | 1.25/1.4 V | 89 W     | Socket 478 | 1 de febrer 2004    | RK80546PG0721M                  |
| Pentium 4 HT 3.0E | SL7E4 SL7PM  | 3000 MHz   | 1024 KiB | 800 MT/s       | 15×           | 1.25/1.4 V | 89 W     | Socket 478 | 1 de febrer 2004    | RK80546PG0801M BX80546PG3000E   |
| Pentium 4 HT 3.2E | SL7E5        | 3200 MHz   | 1024 KiB | 800 MT/s       | 16×           | 1.25/1.4 V | 89/103 W | Socket 478 | 1 de febrer 2004    | RK80546PG0881M                  |
| Pentium 4 HT 3.4E | SL8K4/SL7E6  | 3400 MHz   | 1024 KiB | 800 MT/s       | 17×           | 1.25/1.4 V | 89/103 W | Socket 478 | 1 de febrer 2004    | NE80546PG0961M RK80546PG0961M   |
| Pentium 4 HT 3.2F |              | 3200 MHz   | 1024 KiB | 800 MT/s       | 16×           | 1.25/1.4 V | 84 W     | LGA775     | Agost 2004          |                                 |
| Pentium 4 HT 3.4F |              | 3400 MHz   | 1024 KiB | 800 MT/s       | 17×           | 1.25/1.4 V | 115 W    | LGA775     | Agost 2004          |                                 |
| Pentium 4 HT 3.6F |              | 3600 MHz   | 1024 KiB | 800 MT/s       | 18×           | 1.25/1.4 V | 115 W    | LGA775     | Agost 4 2004        |                                 |
| Pentium 4 HT 3.8F |              | 3800 MHz   | 1024 KiB | 800 MT/s       | 19×           | 1.25/1.4 V | 115 W    | LGA775     | Novembre 2004       |                                 |
| Pentium 4 HT 517  | SL9CD        | 2933 MHz   | 1024 KiB | 533 MT/s       | 22×           | 1.25/1.4 V | 84 W     | LGA775     | Setembre 2005       | HH80547PE0771MM                 |
| Pentium 4 HT 520  | SL7J5        | 2800 MHz   | 1024 KiB | 800 MT/s       | 14×           | 1.25/1.4 V | 84 W     | LGA775     | Juny 2004           | JM80547PG0721M                  |
| Pentium 4 HT 520J | SL7PR        | 2800 MHz   | 1024 KiB | 800 MT/s       | 14×           | 1.25/1.4 V | 84 W     | LGA775     | Octubre 2004        | JM80547PG0721M                  |
| Pentium 4 HT 521  | SL8HX        | 2800 MHz   | 1024 KiB | 800 MT/s       | 14×           | 1.25/1.4 V | 84 W     | LGA775     | Juny 12 2005        | JM80547PG0721MM HH80547PG0721MM |
| Pentium 4 HT 524  |              | 3066 MHz   | 1024 KiB | 533 MT/s       | 23×           | 1.25/1.4 V | 84 W     | LGA775     |                     | HH80547PE0831MM                 |
| Pentium 4 HT 530  | SL7J6        | 3000 MHz   | 1024 KiB | 800 MT/s       | 15×           | 1.25/1.4 V | 84 W     | LGA775     | Juny 2004           | JM80547PG0801M                  |
| Pentium 4 HT 530J | SL7PU        | 3000 MHz   | 1024 KiB | 800 MT/s       | 15×           | 1.25/1.4 V | 84 W     | LGA775     | Octubre 2004        | JM80547PG0801M                  |
| Pentium 4 HT 531  |              | 3000 MHz   | 1024 KiB | 800 MT/s       | 15×           | 1.25/1.4 V | 84 W     | LGA775     | 12 de juny 2005     | JM80547PG0801M HH80547PG0801M   |
| Pentium 4 HT 540  |              | 3200 MHz   | 1024 KiB | 800 MT/s       | 16×           | 1.25/1.4 V | 84 W     | LGA775     | 21 de juny 2004     | JM80547PG0881M                  |
| Pentium 4 HT 540J | SL7PW        | 3200 MHz   | 1024 KiB | 800 MT/s       | 16×           | 1.25/1.4 V | 84 W     | LGA775     | Octubre 2004        | JM80547PG0881M                  |
| Pentium 4 HT 541  |              | 3200 MHz   | 1024 KiB | 800 MT/s       | 16×           | 1.25/1.4 V | 84 W     | LGA775     | 12 de juny 2005     | JM80547PG0881MM HH80547PG0881MM |
| Pentium 4 HT 550  |              | 3400 MHz   | 1024 KiB | 800 MT/s       | 17×           | 1.25/1.4 V | 84 W     | LGA775     | 21 de juny 2004     | JM80547PG0961M                  |
| Pentium 4 HT 550J |              | 3400 MHz   | 1024 KiB | 800 MT/s       | 17×           | 1.25/1.4 V | 84 W     | LGA775     | Octubre 2004        | JM80547PG0961M                  |
| Pentium 4 HT 551  |              | 3400 MHz   | 1024 KiB | 800 MT/s       | 17×           | 1.25/1.4 V | 84 W     | LGA775     | 12 de juny 2005     | JM80547PG0961MM HH80547PG0961MM |
| Pentium 4 HT 560  |              | 3600 MHz   | 1024 KiB | 800 MT/s       | 18×           | 1.25/1.4 V | 115 W    | LGA775     | 21 de juny 2004     | JM80547PG1041M                  |
| Pentium 4 HT 560J |              | 3600 MHz   | 1024 KiB | 800 MT/s       | 18×           | 1.25/1.4 V | 115 W    | LGA775     | Octubre 2004        | JM80547PG1041M                  |
| Pentium 4 HT 561  |              | 3600 MHz   | 1024 KiB | 800 MT/s       | 18×           | 1.25/1.4 V | 115 W    | LGA775     | 12 de juny 2005     | JM80547PG1041MM                 |
| Pentium 4 HT 570J |              | 3800 MHz   | 1024 KiB | 800 MT/s       | 19×           | 1.25/1.4 V | 115 W    | LGA775     | 12 de novembre 2004 | JM80547PG1121M                  |
| Pentium 4 HT 571  |              | 3800 MHz   | 1024 KiB | 800 MT/s       | 19×           | 1.25/1.4 V | 115 W    | LGA775     | 12 de juny 2005     | JM80547PG1121MM                 |

#### "Prescott 2M"(90 nm)
- Tots els models incorporen: MMX, SSE, SSE2, SSE3, Hyper-Threading, Intel 64 (Intel's x86-64 implementation), XD bit (an NX bit implementation)
- Virtualization Technology supported by: 6x2 e.g. Model 662 and 672
- Enhanced Intel SpeedStep Technology (EIST) supported by: all except 620.
- Familia 15 d'Intel Model 4
- Steppings: N0, R0

| Número de model  | sSpec Number      | Freqüència | L2-Cache | Front Side Bus | Mult | Voltatge  | TDP   | Socket | Data publicació     | Part Number(s)                  | Release Price (USD) |
| ---------------- | ----------------- | ---------- | -------- | -------------- | ---- | --------- | ----- | ------ | ------------------- | ------------------------------- | ------------------- |
| Pentium 4 HT 620 | SL8AB (N0)        | 2800 MHz   | 2048 KiB | 800 MT/s       | 14×  | 1.2/1.4 V | 84 W  | LGA775 |                     | JM80547PG0722MM JM80547PH1072MM |                     |
| Pentium 4 HT 630 | SL7Z9 (N0)        | 3000 MHz   | 2048 KiB | 800 MT/s       | 15×  | 1.2/1.4 V | 84 W  | LGA775 | 20 de febrer 2005   | JM80547PG0802M                  | $224                |
| Pentium 4 HT 630 | SL8Q7 (R0)        | 3000 MHz   | 2048 KiB | 800 MT/s       | 15×  | 1.2/1.4 V | 84 W  | LGA775 | 20 de febrer 2005   | HH80547PG0802MM                 | $224                |
| Pentium 4 HT 640 | SL7Z8 (N0)        | 3200 MHz   | 2048 KiB | 800 MT/s       | 16×  | 1.2/1.4 V | 84 W  | LGA775 | 20 de febrer 2005   | JM80547PG0882M                  | $273                |
| Pentium 4 HT 640 | SL8Q6 (R0)        | 3200 MHz   | 2048 KiB | 800 MT/s       | 16×  | 1.2/1.4 V | 84 W  | LGA775 | 20 de febrer 2005   | HH80547PG0882MM                 | $273                |
| Pentium 4 HT 650 | SL7Z7 (N0)        | 3400 MHz   | 2048 KiB | 800 MT/s       | 17×  | 1.2/1.4 V | 84 W  | LGA775 | 20 de febrer 2005   | JM80547PG0962M                  | $401                |
| Pentium 4 HT 650 | SL8Q5 (R0)        | 3400 MHz   | 2048 KiB | 800 MT/s       | 17×  | 1.2/1.4 V | 84 W  | LGA775 | 20 de febrer 2005   | HH80547PG0962MM                 | $401                |
| Pentium 4 HT 660 | SL7Z5 (N0)        | 3600 MHz   | 2048 KiB | 800 MT/s       | 18×  | 1.2/1.4 V | 115 W | LGA775 | 20 de febrer 2005   | JM80547PG1042M                  | $605                |
| Pentium 4 HT 660 | SL8PZ (R0)        | 3600 MHz   | 2048 KiB | 800 MT/s       | 18×  | 1.2/1.4 V | 115 W | LGA775 | 20 de febrer 2005   | HH80547PG1042MM                 | $605                |
| Pentium 4 HT 662 | SL8QB, SL8UP (R0) | 3600 MHz   | 2048 KiB | 800 MT/s       | 18×  | 1.2/1.4 V | 115 W | LGA775 | 14 de novembre 2005 | HH80547PG1042MH                 | $401                |
| Pentium 4 HT 670 | SL7Z3 (N0)        | 3800 MHz   | 2048 KiB | 800 MT/s       | 19×  | 1.2/1.4 V | 115 W | LGA775 | 26 de maig 2005     | JM80547PG1122M                  | $851                |
| Pentium 4 HT 670 | SL8PY (R0)        | 3800 MHz   | 2048 KiB | 800 MT/s       | 19×  | 1.2/1.4 V | 115 W | LGA775 | 26 de maig 2005     | HH80547PG1122MM                 | $851                |
| Pentium 4 HT 672 | SL8Q9 (R0)        | 3800 MHz   | 2048 KiB | 800 MT/s       | 19×  | 1.2/1.4 V | 115 W | LGA775 | 14 de novembre 2005 | HH80547PG1122MH                 | $605                |

#### "Cedar Mill"(65 nm)
- Tots els models incorporen: MMX, SSE, SSE2, SSE3, Hyper-Threading, Intel 64 (Intel's x86-64 implementation), XD bit (an NX bit implementation)
- Enhanced Intel SpeedStep Technology (EIST) supported by: C1, D0
- Steppings: B1, C1, D0

| Número de model  | sSpec Number      | Freqüència | L2-Cache | Front Side Bus | Mult | Voltatge     | TDP  | Socket | Data publicació  | Part Number(s) | Release Price (USD) |
| ---------------- | ----------------- | ---------- | -------- | -------------- | ---- | ------------ | ---- | ------ | ---------------- | -------------- | ------------------- |
| Pentium 4 HT 631 | SL8WJ, SL94Y (B1) | 3000 MHz   | 2048 KiB | 800 MT/s       | 15×  | 1.250-1.400V | 86 W | LGA775 | 16 de gener 2006 | HH80552PG0802M | $178                |
| Pentium 4 HT 631 | SL96L (C1)        | 3000 MHz   | 2048 KiB | 800 MT/s       | 15×  | 1.200-1.325V | 86 W | LGA775 | 16 de gener 2006 | HH80552PG0802M | $178                |
| Pentium 4 HT 631 | SL9KG (D0)        | 3000 MHz   | 2048 KiB | 800 MT/s       | 15×  | 1.200-1.325V | 65W  | LGA775 | 16 de gener 2006 | HH80552PG0802M | $178                |
| Pentium 4 HT 641 | SL8WH, SL94X (B1) | 3200 MHz   | 2048 KiB | 800 MT/s       | 16×  | 1.250-1.400V | 86 W | LGA775 | 16 de gener 2006 | HH80552PG0882M | $218                |
| Pentium 4 HT 641 | SL96K (C1)        | 3200 MHz   | 2048 KiB | 800 MT/s       | 16×  | 1.200-1.325V | 86 W | LGA775 | 16 de gener 2006 | HH80552PG0882M | $218                |
| Pentium 4 HT 641 | SL9KF (D0)        | 3200 MHz   | 2048 KiB | 800 MT/s       | 16×  | 1.200-1.325V | 65W  | LGA775 | 16 de gener 2006 | HH80552PG0882M | $218                |
| Pentium 4 HT 651 | SL8WG, SL94W (B1) | 3400 MHz   | 2048 KiB | 800 MT/s       | 17×  | 1.250-1.400V | 86 W | LGA775 | 16 de gener 2006 | HH80552PG0962M | $273                |
| Pentium 4 HT 651 | SL96J (C1)        | 3400 MHz   | 2048 KiB | 800 MT/s       | 17×  | 1.200-1.325V | 86 W | LGA775 | 16 de gener 2006 | HH80552PG0962M | $273                |
| Pentium 4 HT 651 | SL9KE (D0)        | 3400 MHz   | 2048 KiB | 800 MT/s       | 17×  | 1.200-1.325V | 65W  | LGA775 | 16 de gener 2006 | HH80552PG0962M | $273                |
| Pentium 4 HT 661 | SL8WF, SL94V (B1) | 3600 MHz   | 2048 KiB | 800 MT/s       | 18×  | 1.250-1.400V | 86 W | LGA775 | 16 de gener 2006 | HH80552PG1042M | $401                |
| Pentium 4 HT 661 | SL96H (C1)        | 3600 MHz   | 2048 KiB | 800 MT/s       | 18×  | 1.200-1.325V | 86 W | LGA775 | 16 de gener 2006 | HH80552PG1042M | $401                |
| Pentium 4 HT 661 | SL9KD (D0)        | 3600 MHz   | 2048 KiB | 800 MT/s       | 18×  | 1.200-1.325V | 65W  | LGA775 | 16 de gener 2006 | HH80552PG1042M | $401                |

### Pentium 4 Extreme Edition

#### "Gallatin"(130 nm)
- Tots els models incorporen: MMX, SSE, SSE2, Hyper-Threading

| Número de model     | sSpec Number | Freqüència | L2-Cache | L3-Cache | Front Side Bus | Multiplicador | Voltatge    | TDP     | Socket     | Data publicació     | Part Number(s) |
| ------------------- | ------------ | ---------- | -------- | -------- | -------------- | ------------- | ----------- | ------- | ---------- | ------------------- | -------------- |
| Pentium 4 EE 3.2 1  | SL7AA        | 3200 MHz   | 512 KiB  | 2048 KiB | 800 MT/s       | 16×           | 1.575 V     | 92.1 W  | Socket 478 | 16 de setembre 2003 | RK80532PG0882M |
| Pentium 4 EE 3.4 1  | SL7CH        | 3400 MHz   | 512 KiB  | 2048 KiB | 800 MT/s       | 17×           | 1.575 V     | 102.9 W | Socket 478 | 1 de gener 2004     | RK80532PG0962M |
| Pentium 4 EE 3.4 1  | SL7RR, SL7GD | 3400 MHz   | 512 KiB  | 2048 KiB | 800 MT/s       | 17×           | 1.525/1.6 V | 109.6 W | LGA775     | Juny 2004           | JM80532PG0962M |
| Pentium 4 EE 3.46 1 | SL7RT, SL7NF | 3466 MHz   | 512 KiB  | 2048 KiB | 1066 MT/s      | 13×           | 1.525/1.6 V | 110.7 W | LGA775     | 31 d'octubre 2004   | JM80532PH0992M |

#### "Prescott 2M" (90 nm)
- Tots els models incorporen: MMX, SSE, SSE2, SSE3, Hyper-Threading, EIST, Intel 64 (Intel's x86-64 implementation), XD bit (an NX bit implementation)

| Número de model     | sSpec Number | Freqüència | L2-Cache | Front Side Bus | Multiplicador | Voltatge     | TDP   | Socket | Data publicació   | Part Number(s) |
| ------------------- | ------------ | ---------- | -------- | -------------- | ------------- | ------------ | ----- | ------ | ----------------- | -------------- |
| Pentium 4 EE 3.73 1 | SL7Z4        | 3733 MHz   | 2048 KiB | 1066 MT/s      | 14×           | 1.25-1.388 V | 115 W | LGA775 | 20 de febrer 2005 | JM08547PH1092M |

Note 1:
EE stands for Extreme Edition. The abbreviation is used in these tables in order to make the table more readable at lower resolutions.

## Processadors Mobile

### Pentium 4-M

#### Northwood (130 nm)
- Tots els models incorporen: MMX, SSE, SSE2

| Número de model | Freqüència | L2-Cache | Front Side Bus | Multiplicador | Voltatge  | Min/Max TDP | Socket     | Data publicació     | Part Number(s)  |
| --------------- | ---------- | -------- | -------------- | ------------- | --------- | ----------- | ---------- | ------------------- | --------------- |
| Pentium 4-M 1.4 | 1400 MHz   | 512 KiB  | 400 MT/s       | 14×           | 1.2/1.3 V | 20.8/25.8 W | Socket 478 | 23 d'abril 2002     | RH80532GC017512 |
| Pentium 4-M 1.5 | 1500 MHz   | 512 KiB  | 400 MT/s       | 15×           | 1.2/1.3 V | 20.8/26.9 W | Socket 478 | 23 d'abril 2002     | RH80532GC021512 |
| Pentium 4-M 1.6 | 1600 MHz   | 512 KiB  | 400 MT/s       | 16×           | 1.2/1.3 V | 20.8/30 W   | Socket 478 | 4 de març 2002      | RH80532GC025512 |
| Pentium 4-M 1.7 | 1700 MHz   | 512 KiB  | 400 MT/s       | 17×           | 1.2/1.3 V | 20.8/30 W   | Socket 478 | 4 de març 2002      | RH80532GC029512 |
| Pentium 4-M 1.8 | 1800 MHz   | 512 KiB  | 400 MT/s       | 18×           | 1.2/1.3 V | 20.8/30 W   | Socket 478 | 23 d'abril 2002     | RH80532GC033512 |
| Pentium 4-M 1.9 | 1900 MHz   | 512 KiB  | 400 MT/s       | 19×           | 1.2/1.3 V | 20.8/32 W   | Socket 478 | 24 de juny 2002     | RH80532GC037512 |
| Pentium 4-M 2.0 | 2000 MHz   | 512 KiB  | 400 MT/s       | 20×           | 1.2/1.3 V | 20.8/32 W   | Socket 478 | 24 de juny 2002     | RH80532GC041512 |
| Pentium 4-M 2.2 | 2200 MHz   | 512 KiB  | 400 MT/s       | 22×           | 1.2/1.3 V | 20.8/35 W   | Socket 478 | 16 de setembre 2002 | RH80532GC049512 |
| Pentium 4-M 2.4 | 2400 MHz   | 512 KiB  | 400 MT/s       | 24×           | 1.2/1.3 V | 20.8/35 W   | Socket 478 | 14 de gener 2003    | RH80532GC056512 |
| Pentium 4-M 2.5 | 2500 MHz   | 512 KiB  | 400 MT/s       | 25×           | 1.2/1.3 V | 20.8/35 W   | Socket 478 | 16 d'abril 2003     | RH80532GC060512 |
| Pentium 4-M 2.6 | 2600 MHz   | 512 KiB  | 400 MT/s       | 26×           | 1.2/1.3 V | 20.8/35 W   | Socket 478 | Maig 2002           | RH80532GC064512 |

### Mobile Pentium 4

#### Northwood (130 nm)
- Tots els models incorporen: MMX, SSE, SSE2, EIST

| Número de model       | sSpec Number | Freqüència | L2-Cache | Front Side Bus | Multiplicador | Voltatge   | Min/Max TDP | Socket     | Data publicació | Part Number(s)  |
| --------------------- | ------------ | ---------- | -------- | -------------- | ------------- | ---------- | ----------- | ---------- | --------------- | --------------- |
| Mobile Pentium 4 2.4  | SL723 (D1)   | 2400 MHz   | 512 KiB  | 533 MT/s       | 18×           | 1.2/1.55 V | 40/59.8 W   | Socket 478 | 11 de juny 2003 | RK80532GE056512 |
| Mobile Pentium 4 2.66 | SL724 (D1)   | 2667 MHz   | 512 KiB  | 533 MT/s       | 20×           | 1.2/1.55 V | 40/66.1 W   | Socket 478 | 11 de juny 2003 | RK80532GE067512 |
| Mobile Pentium 4 2.8  | SL725 (D1)   | 2800 MHz   | 512 KiB  | 533 MT/s       | 21×           | 1.2/1.55 V | 40/68.4 W   | Socket 478 | 11 de juny 2003 | RK80532GE072512 |
| Mobile Pentium 4 3.06 | SL726 (D1)   | 3066 MHz   | 512 KiB  | 533 MT/s       | 23×           | 1.2/1.55 V | 40/70 W     | Socket 478 | 11 de juny 2003 | RK80532GE083512 |

### Mobile Pentium 4 HT

#### Northwood (130 nm)
- Tots els models inclouen: MMX, SSE, SSE2, Hyper-Threading

| Número de model          | sSpec Number | Freqüència | L2-Cache | Front Side Bus | Multiplicador | Voltatge | TDP    | Socket     | Data publicació     | Part Number(s)  |
| ------------------------ | ------------ | ---------- | -------- | -------------- | ------------- | -------- | ------ | ---------- | ------------------- | --------------- |
| Mobile Pentium 4 HT 2.66 | SL77M (D1)   | 2667 MHz   | 512 KiB  | 533 MT/s       | 20×           | 1.55V    | 61 W   | Socket 478 | 21 de setembre 2003 | RK80532HE067512 |
| Mobile Pentium 4 HT 2.8  | SL77N (D1)   | 2800 MHz   | 512 KiB  | 533 MT/s       | 21×           | 1.3V     | 68.4 W | Socket 478 | 21 de setembre 2003 | RK80532HE072512 |
| Mobile Pentium 4 HT 3.06 | SL77P (D1)   | 3066 MHz   | 512 KiB  | 533 MT/s       | 23×           | 1.3V     | 70 W   | Socket 478 | 21 de setembre 2003 | RK80532HE083512 |
| Mobile Pentium 4 HT 3.2  | SL77R (D1)   | 3200 MHz   | 512 KiB  | 533 MT/s       | 24×           | 1.3V     | 76 W   | Socket 478 | 21 de setembre 2003 | RK80532HE088512 |

#### Prescott (90 nm)
- Tots els models inclouen: MMX, SSE, SSE2, SSE3, Hyper-Threading

| Número de model         | sSpec Number           | Freqüència | L2-Cache | Front Side Bus | Multiplicador | Voltatge   | Min/Max TDP | Socket     | Data publicació | Part Number(s) |
| ----------------------- | ---------------------- | ---------- | -------- | -------------- | ------------- | ---------- | ----------- | ---------- | --------------- | -------------- |
| Mobile Pentium 4 HT 518 | SL7DS (D0)             | 2800 MHz   | 1024 KiB | 533 MT/s       | 21×           | 1.15/1.4 V | 50/88 W     | Socket 478 | Juny 2004       | RK80546HE0721M |
| Mobile Pentium 4 HT 532 | SL7DT (D0)             | 3066 MHz   | 1024 KiB | 533 MT/s       | 23×           | 1.15/1.4 V | 50/88 W     | Socket 478 | Juny 2004       | RK80546HE0831M |
| Mobile Pentium 4 HT 538 | SL7DU (D0), SL7NB (E0) | 3200 MHz   | 1024 KiB | 533 MT/s       | 24×           | 1.15/1.4 V | 50/88 W     | Socket 478 | Juny 2004       | RK80546HE0881M |
| Mobile Pentium 4 HT 548 | SL7X5 (E0)             | 3333 MHz   | 1024 KiB | 533 MT/s       | 25×           | 1.15/1.4 V | 50/88 W     | Socket 478 | Setembre 2004   | RK80546HE0931M |
| Mobile Pentium 4 HT 552 | SL7NC (E0)             | 3466 MHz   | 1024 KiB | 533 MT/s       | 26×           | 1.15/1.4 V | 50/88 W     | Socket 478 | Gener 2005      | RK80546HE1041M |